# Jardín Botánico de la Universidad de Halle-Wittenberg
El Jardín botánico de la Universidad Martin Luther en alemán: Botanischer Garten Halle también conocido como Botanischer Garten der Martin Luther Universität, es un jardín botánico de 4,5 hectáreas de extensión con 3000 m² de invernaderos.
Está administrado por la Universidad de Halle-Wittenberg, que se encuentra en Wittenberg/Halle, Sajonia-Anhalt, Alemania.
El código de identificación internacional del Botanischer Garten der Martin Luther Universität como miembro del "Botanic Gardens Conservation International" (BGCI), así como las siglas de su herbario es HAL.

## Localización
Botanischer Garten der Martin Luther Universität Am Kirchtor 3, Sachsen-Anhalt-Sajonia-Anhalt, Deutschland-Alemania
Planos y vistas satelitales.51°29′20″N 11°57′41″E / 51.48889, 11.96139
Está abierto a diario excepto los lunes.

## Historia
En los terrenos donde se ubica el jardín botánico se erigió una vez el famoso Monasterio Neuwerk de los monjes Agustinos donde había jardines, donde se cultivaban no sólo verduras y frutas, sino también hierbas medicinales.
De ese periodo, sin embargo, no queda nada, porque después de la disolución del monasterio en 1531, el sitio fue el „Fürstengarten“ ("jardín de príncipe") de los arzobispos de Magdeburgo, los gobernantes de la ciudad de Halle.
El jardín botánico tiene pues su origen en 1694 fundado como un Hortus Medicus un jardín de plantas medicinales. En 1698 el elector Friedrich III dona parte de su Hortus Medicus a la Universidad de Halle, para que se beneficien en la obtención de medicamentos.
Ya en 1698, fue el profesor Georg Ernst Stahl para medicina teórica, y médico personal real quién planta los primeros lechos de cultivo en una parte de este jardín. Unos 100 años más tarde logró la Universidad de Halle poder comprar toda la tierra y crear las condiciones para un jardín botánico.
Antes de 1749 albergó 191 especies de plantas, y en 1787 fue agrandado a su actual tamaño por Karl Christoph von Hoffmann (1735-1801), canciller de la universidad, en respuesta a las actividades de los directores del jardín Johann Reinhold Forster (1729-1798), quien participó en la segunda expedición de Cook, y Philipp Jung Hans Caspar (1736-1798).
Los terrenos del jardín también contienen el antiguo observatorio de la universidad de 1788, diseñado por el reconocido arquitecto Carl Gotthard Langhans (1732-1808).
En 1802 visitó el jardí botánico Goethe.
Hacia el final del siglo XVIII fueron construidos varios invernaderos, y para 1825 el jardín contuvo unas 7.000 especies. Su invernadero tropical fue construido en 1872 junto con el invernadero Victoria que siguió en 1902.
Durante el siglo XX, fueron construidas las casas verdes modernas adicionales y las viejas renovadas, incluyendo la reconstrucción en 1994 del invernadero Victoria.

## Colecciones
Actualmente (2009), el jardín botánico alberga unas 12.000 especies representando un amplio espectro de plantas de diferentes climas así:
- Colección sistemáticas de Orchidaceae (85 spp.) con abundante representación de orquídeas asiáticas, Cactaceae, (esp. Notocactus y Mammillaria), Bromeliaceae (500 spp.) (especialmente Tillandsia – 250 spp., y Cryptanthus), Peperomia, plantas carnívoras, especies de hierbas (especialmente de la tribu Aveneae), Mammillaria (Cactaceae), Echinodorus (Alismataceae), y Cryptocoryne (Araceae).

También alberga una importante colección de plantas de Asia Central, especialmente de Mongolia, que se considera como la más importante fuera de Rusia y Mongolia, y preserva plantas raras y extintas con énfasis en la región de Sajonia-Anhalt, incluyendo Artemisia rupestris, además de exóticas como Carlina diae (Asteraceae) procedente de Creta y Sophora toromiro de la isla de Pascua.
Las plantas se exhiben agrupadas en las siguientes secciones:
- Alpinum con numerosas plantas de alta montaña que rodean un pequeño lecho de plantas de playa y de dunas de arena.
- Plantas de América.
- Flora de Macaronesia especialmente de las islas Canarias.
- Plantas de Asia, particularmente Berberis y Cotoneaster.
- Arboretum, distribuidos sistemáticamente, con unos especímenes notables de Acer campestre, Gymnocladus dioicus, Juglans nigra, Metasequoia glyptostroboides, y Sophora japonica.
- Plantas de las estepas del oriente medio y del Asia Central.
- Jardín Sistemático, organizado de acuerdo al "System der natürlichen Pflanzenfamilien" de A. Engler.

El jardín botánico alberga un complejo de invernaderos que en total cubren una superficie de 3,000 m², incluyendo:
- Invernadero de zonas áridas, con cactus y suculentas procedentes de América y África, con una pequeña sección dedicada a Madagascar.
- Invernadero de plantas de hoja perenne.
- Orangerie.
- Invernadero tropical, con lianas, epífitas y plantas de interés económico tales como banana, café, pimienta, y vainilla.
- Invernadero Victoria, con plantas acuáticas tropicales incluyendo manglares y colecciones de Echinodorus y Cryptocoryne.

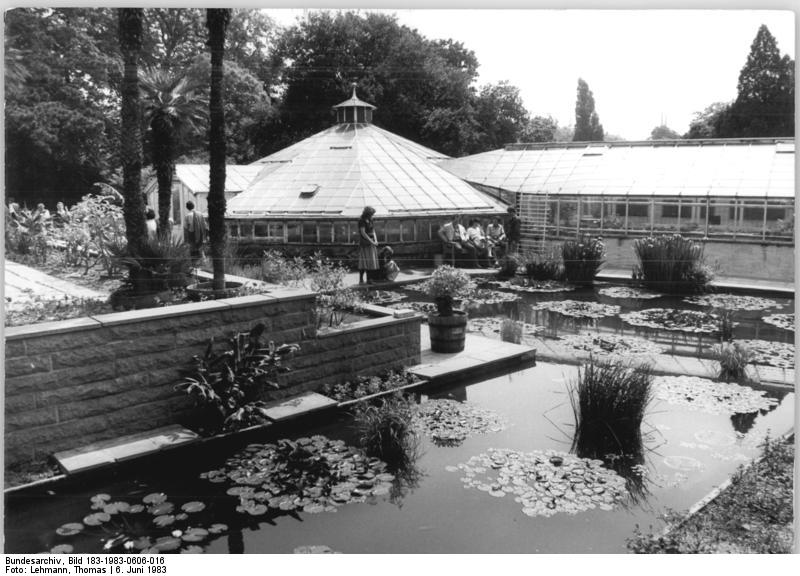
Estanque de plantas acuáticas en 1983.
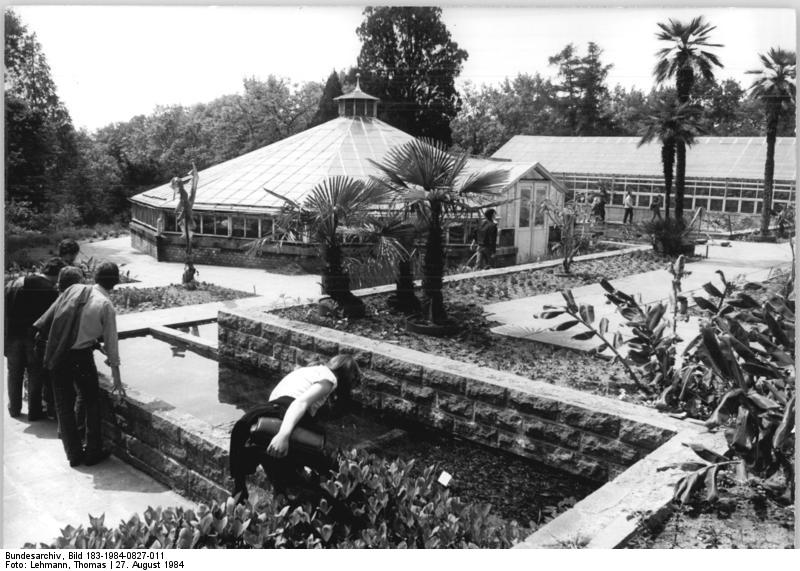
El invernadero en 1984.